# The Dark (single)
The Dark is een single van de Nederlandse zangeres Anouk uit 1999. Het stond in hetzelfde jaar als achtste track op het album Urban Solitude, waar het de tweede single van was, na R U kiddin' me.

## Achtergrond
The Dark is geschreven door Anouk Teeuwe en Bart van Veen en geproduceerd door Anouk. In het rocknummer wordt een deel van het lied gezongen, maar ook een deel van het lied gerapt. Bij deze rap is Anouk gecoacht door de rapper E-Life. In het lied wordt de zanger Charles Aznavour benoemd. De bijbehorende videoclip is deels geanimeerd en gemaakt door Rosto. Het Engelstalige nummer was alleen in Nederland een succes. Het behaalde de achtste plek in de Top 40 en de twaalfde positie van de Mega Top 100.